# 马尔纳
马尔纳（法語：Marnaz，法語發音：[maʁna]）是法国上萨瓦省的一个市镇，属于博讷维尔区。

## 地理
马尔纳（46°3'33"N, 6°31'33"E）面积9.02 平方千米，位于法国奥弗涅-罗讷-阿尔卑斯大区上萨瓦省，该省份为法国东部省份，历史上为薩伏依的一部分，北与瑞士接壤，西接安省，南至萨瓦省，东与瑞士和意大利接壤。
与马尔纳接壤的市镇（或旧市镇、城区）包括：蒙萨克索内、勒勒波苏瓦尔、雄济耶、蒂耶、武日。
马尔纳的时区为UTC+01:00、UTC+02:00（夏令时）。

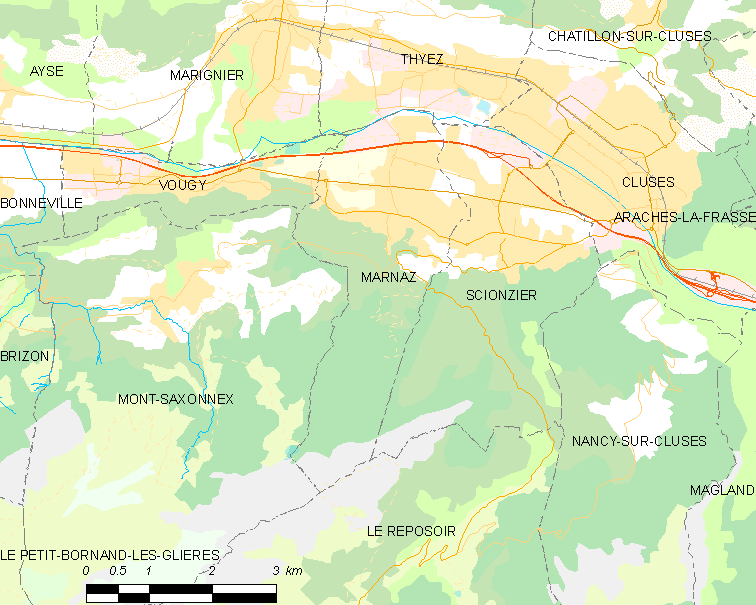
马尔纳的OSM定位图

## 行政
马尔纳的邮政编码为74460，INSEE市镇编码为74169。

## 政治
马尔纳所属的省级选区为克吕斯县。

## 人口

1962-2008年间马尔纳人口变化图示

马尔纳于2022年1月1日时的人口数量为5920人。